# Xanthorhoe gigantis
Xanthorhoe gigantis là một loài bướm đêm trong họ Geometridae.